# Граница
Граница је линија која у географији представља међу између две државе, области, територије, регије и сл, у погледу надлежности. Границе се обично дефинишу као географске границе, које намећу карактеристике као што су океани и терен, или политички субјекти као што су владе, суверене државе, савезне државе и други субнационални ентитети. Политичке границе се могу успоставити ратовањем, колонизацијом или међусобним споразумима између политичких субјеката који бораве у тим областима; стварање ових споразума назива се разграничењем.
Неке границе — као што су унутрашње административне границе већине држава или међудржавне границе унутар Шенгенског простора — су отворене и потпуно нечувене. Већина спољних политичких граница је делимично или у потпуности контролисана и могу се прећи легално само на одређеним граничним прелазима; могу се контролисати и суседне граничне зоне.

## Типови граница
Према општим особеностима границе могу бити:
- природне (река, језеро, планина и др.)
- политичке (утврђене договором - најкарактеристичније су у Сахарској Африци)
- етничке (између два или више народа)
- религијске (између више верских група)

На нивоу државног уређења границе се деле на:
- државне (између држава)
- републичке (између република)
- покрајинске (између аутономних покрајина и других субјеката)
- регионалне (између више регија)
- окружне (између округа)
- општинске (између општина)

## Типови граничне регулације

### Регулисане границе
Регулисане границе имају различите степене контроле кретања људи и трговине између нација и јурисдикција. Већина индустријализованих земаља има прописе о уласку и захтевају једну или више од следећих процедура: проверу визе, проверу пасоша или царинску проверу. Већина регулисаних граница има прописе о имиграцији, врстама дивљих животиња и биљака, и илегалним објектима као што су дрога или оружје. Опште граничне прописе постављају националне и локалне владе и могу се разликовати у зависности од нације и тренутних политичких или економских услова. Неке од највише регулисаних граница на свету имају: Аустралија, Сједињене Државе, Израел, Канада, Уједињено Краљевство и Уједињени Арапски Емирати. Ове нације имају граничне агенције и организације које контролише влада које спроводе политику регулисања граница на и унутар својих граница.

### Отворене границе
Отворена граница је дерегулација и/или недостатак регулативе о кретању лица између нација и јурисдикција. Ова дефиниција се не примењује на трговину или кретање између земљишних површина у приватном власништву. Већина нација има отворене границе за путовања унутар својих земаља, мада ауторитарније државе могу ограничити слободу унутрашњег кретања својих грађана, као на пример у бившем СССР-у. Међутим, само неколико нација је дерегулисало отворене границе са другим нацијама, пример за то су европске земље према Шенгенском споразуму или отворена граница Белорусије и Русије. Отворене границе су некада биле веома честе међу свим нацијама, међутим то је постало мање уобичајено након Првог светског рата, што је довело до регулисања отворених граница, чинећи их мање уобичајеним и више неизводљивим за већину индустријализованих нација.

### Демилитаризоване зоне
Демилитаризована зона (ДМЗ) је граница која раздваја две или више нација, група или армија које су се сложиле да забране употребу војних активности или силе унутар граничног подручја. ДМЗ може деловати као ратна граница, линија прекида ватре, резерват за дивље животиње или де факто међународна граница. Пример демилитаризоване међународне границе је 38. паралела између Северне и Јужне Кореје. Друге значајне зоне ДМЗ обухватају Антарктик и свемир (који се састоји од целог простора удаљеног 100 миља од земљине површине), обе су сачуване за светска истраживања и истраживања. Забрана контроле од стране нација може учинити ДМЗ неизложеним људском утицају и тако се развити у природну границу или резерват дивљих животиња, као што су Корејска демилитаризована зона, Вијетнамска демилитаризована зона и Зелена линија на Кипру.

## Гранична економија
Границе поткопавају економску активност и развој смањујући трговинску активност.
Присуство граница често подстиче одређене економске карактеристике или аномалије. Где год две јурисдикције дођу у контакт, појављују се посебне економске могућности за пограничну трговину. Кријумчарење представља класичан случај; напротив, погранични регион може цветати на пружању акциза или увозно-извозних услуга — легалних или квази-легалних, корумпираних или легитимних. Различити прописи са обе стране границе могу подстаћи службе да се позиционирају на тој граници или близу ње: стога се снабдевање порнографијом, проституцијом, алкохолом, ватрометом и/или наркотицима може групирати око граница, градских граница, окружних линија, лука и аеродрома. У више планираном и званичном контексту, специјалне економске зоне (СЕЗ) често имају тенденцију да се групишу у близини граница или лука.
Чак и ако се роба не сматра непожељном, државе ће и даље настојати да документују и регулишу прекограничну трговину како би наплатиле царине и оствариле корист од девизних прихода. Дакле, постоји концепт незваничне трговине робом иначе легалне; на пример, прекогранична трговина стоком од стране сточара на Рогу Африке. Етиопија сваке године незванично прода око 250 до 300 милиона долара стоке Сомалији, Кенији и Џибутију, што је преко 100 пута више од званичне процене.